# Pounamuella australis
Espèce
Synonymes
- Pounamua australis Forster, 1964

Pounamuella australis est une espèce d'araignées aranéomorphes de la famille des Orsolobidae.

## Distribution
Cette espèce est endémique des îles Auckland en Nouvelle-Zélande.

## Description
Le mâle décrit par Forster et Platnick en 1985 mesure 2,00 mm.

## Publication originale
- Forster, 1964 : The Araneae and Opiliones of the subantarctic islands of New Zealand. Pacific Insects Monographs, vol. 7, p. 58-115.